# Reazione di Wittig
La reazione di Wittig è una reazione utilizzata in sintesi organica per sostituire un gruppo carbonilico con un gruppo alchenico.
 Questa reazione fu scoperta dal chimico tedesco Georg Wittig nel 1954 e gli valse il premio Nobel nel 1979. 
La reazione avviene tra un'aldeide o un chetone e una ilide di fosfonio (composti noti anche come reattivi di Wittig). Generalmente il reattivo di Wittig viene preparato a partire dalla trifenilfosfina e quindi porta ad avere a fine reazione il trifenilfosfinossido come sottoprodotto di reazione, abbastanza complicato da rimuovere tramite work-up.

## Preparazione del reattivo di Wittig
Dapprima la trifenilfosfina viene fatta reagire con un alogenoalcano, tramite una reazione di sostituzione nucleofila
Gli idrogeni del metilene sono resi sufficientemente acidi da poter reagire con NaH grazie alla presenza del fosforo:
la molecola può essere rappresentata come una forma di risonanza tra il fosforano e l'ilide (risonanza ilide-ilene)

## Meccanismo di reazione
Il primo passaggio della reazione di Wittig è l'attacco dell'atomo di carbonio dell'ilide (2) al carbonile. In condizioni "salt-free" il prodotto di questo attacco sarà l'ossaciclofosfetano (3) tramite una reazione di cicloaddizione, e non la betaina (4), la quale si forma solo in presenza di sali di litio aggiunti appositamente e basse temperature. Infatti per generare l'ilide dal sale di fosfonio si usano basi al sodio (NaH, NaHMDS, ecc. ) e non basi al litio come l'LDA: i sali di litio sono infatti solubili e parteciperebbero alla formazione della betaina, mentre quelli di sodio invece precipitano e permettono di lavorare appunto in condizioni "salt-free".
Il decorso stereochimico di questa reazione dipende dalla tipologia di ilide utilizzata, le quali possono essere classificate in tre classi:
1. Ilidi non stabilizzate
2. Ilidi semi stabilizzate
3. Ilidi stabilizzate

### Meccanismo di reazione e stato di transizione per ilidi non stabilizzate
Tra i due stati di transizione mostrati in figura, il più stabile è quello che minimizza le interazioni 1-2, dovute ai sostituenti, e le 1-3, dovute alla repulsione dei fenili della trifenilfosfina; lo stato di transizione che quindi minimizza queste interazioni ed è a minore energia porta all'alchene Z. Si riscontra infatti che il rapporto Z: E supera generalmente il 90%. I modelli rappresentati sono stati descritti da Vedejs negli anni ottanta.

### Meccanismo di reazione e stato di transizione di ilidi stabilizzate
A differenza del caso precedente, ora bisogna tenere conto delle interazioni dipolari: queste interazioni sono minimizzate dallo stato di transizione che porta all'alchene E, poiché in quel caso i due vettori del momento di dipolo si sommano distruttivamente.

### Ilidi semistabilizzate
Le ilidi che presentano residui vinilici, arilici o comunque leggermente elettron attrattori non seguono precisamente nessuno dei modelli sopra descritti, e il decorso stereochimico porta soltanto all'ottenimento di miscele E/Z in rapporto quasi 1:1. Tuttavia un recente articolo presenta la possibilità di gestire la stereochimica eseguendo la reazione non su una aldeide ma su una N-solfonil immina. Variando il sostituente alchilico sul solfone si ottengono prodotti con stereochimica opposta:

## Varianti della reazione di Wittig

### Wittig–Schlosser
La reazione di Wittig–Schlosser porta alla formazione di alcheni E o di alcoli allilici Z utilizzando ilidi non stabilizzata in presenza di sali di litio e basse temperature, ponendosi quindi come metologia complementare per sintetizzare alcheni E da ilidi non stabilizzate. Durante la reazione infatti si stabilizza la betaina, quindi la si deprotona, poi si fa reagire con terbutanolo ripristinando la betaina ma con configurazione opposta, oppure si aggiunge formaldeide. Nel primo caso si ottiene, riportando a temperatura ambiente, l'alchene E, mentre nel secondo l'alcol allilico Z. Questa metodologia è stata soppiantata dalla reazione di Julia-Kociensky, tuttavia è ancora applicata nel caso della sintesi degli alcol allilici.